# Another World (album de Brian May)
Pour les articles homonymes, voir Another World.
Albums de Brian May
Live at the Brixton Academy
(1994) Red Special
(1998)
Another World est le deuxième album solo de Brian May, guitariste du groupe de rock britannique Queen, et sorti en 1998. Entièrement enregistré dans son studio personnel après la sortie du dernier album de Queen, Made in Heaven, l'album est sorti en Angleterre le 6 juin 1998. À l'origine, Another World devait être un album de reprises de chansons des artistes favoris de Brian May, mais cette idée a vite changée pour devenir un album complet. Certaines des reprises se trouvent sur l'album, alors que d'autres ont trouvé leur place sur les faces B des singles ou sur le CD promotionnel de l'album Red Special.

## Liste des titres et des musiciens additionnels
1. Space 0:47 (May)
2. Business 5:07 (May) ; percussions par Cozy Powell, mixage additionnel par Neil Amor
3. China Belle 4:01(May) ; percussions par Cozy Powell, basse par Neil Murray
4. Why Don't We Try Again 5:24 (May) ; percussions par Cozy Powell, enregistrement additionnel par David Richards
5. On My Way Up 2:57 (May) ; chœurs par Catherine Porter et Shelly Preston
6. Cyborg 3:54 (May) ; percussions par Taylor Hawkins
7. The Guv'nor 4:13 (May) ; percussions par Cozy Powell, guitare additionnelle par Jeff Beck
8. Wilderness 4:52 (May)
9. Slow Down 4:18 (Larry Williams) ; percussions par Cozy Powell, claviers par Spike Edney, basse par Neil Murray, guitare additionnelle par Jamie Moses
10. One Rainy Wish 4:05 (Jimi Hendrix) ; percussions par Cozy Powell, basse par Neil Murray, morceau en coproduction avec Eddie Kramer
11. All The Way From Memphis 5:16 (Ian Hunter) ; percussions par Cozy Powell, chœurs - Shelley Preston, Nikki Lowe & Becci]
12. Another World 7:30 (May) ; percussions par Steve Ferrone, basse par Ken Taylor, mixage par David Richards. Note : Cette chanson se termine à 4:05, puis suit environ une minute de silence, et le solo au piano de Business commence et dure environ 2:25. La version japonaise de l'album ne contient que la chanson de 4:05.
13. F.B.I (Hank Marvin) ; piste bonus, uniquement disponible sur l'édition japonaise
14. Hot Patootie / Whatever Happened to Saturday Night? ; piste bonus, uniquement disponible sur l'édition japonaise

## Crédits
- Chant, guitare, basse, claviers & programmation : Brian May
- Batterie: Cozy Powell
- Arrangement et production : Brian May
- Ingénieur du son et coproduction : Justin Shirley-Smith
- Management exécutif : Jim Beach
- Management : Julie Glover
- Design et photo : Richard Gray

## Classements
| Classements (1998) | Position |
| ------------------ | -------- |
| Royaume-Uni        | 23       |
| Autriche           | 48       |